# Baraka (Segenskraft)
Baraka (arabisch بركة, DMG baraka) ist im Islam eine Art Segenskraft. Sie ist an eine bestimmte Person oder an bestimmte Dinge an einem Ort gebunden, von denen sie auf andere Menschen übertragen werden kann. Das Wort ist etymologisch und bedeutungsmäßig mit dem hebräischen Bracha verwandt, das ebenfalls Segen bedeutet.
Im islamischen Volksglauben können Gegenstände mit Baraka „aufgeladen“ werden, etwa indem man Tücher auf Heiligengräber legt. Nach einer Weile werden sie dann wieder abgeholt und getragen. Manchmal werden Gegenstände auch mit Vorhängeschlössern an den Gittern von heiligen Stätten befestigt, um sie später wieder abzuholen. 
Baraka kann von einer Person auf ihre Nachkommen weitervererbt werden. Im Sufismus und Derwischtum bekommt Baraka eine sehr zentrale Rolle. Die Aufnahme eines Adepten (Murīd) in einen Sufi-Orden geschieht durch Übergabe einer Chirqa. Dies ist ein wollener Mantel, der die Übertragung der Baraka vom Gründer des jeweiligen Ordens auf den amtierenden Scheich veranschaulicht. Baraka enthält auch das Wasser der Zamzam-Quelle im Vorhof der Kaaba.

## Trivia
Der Film Baraka (1992) von Ron Fricke verbindet bildmächtig Naturerscheinungen mit religiösen Phänomenen.